# Стопанство на Словакия
Словакия е индустриално-аграрна страна, от 2004 г. е член на Европейския съюз и Еврозоната.
Тя има богати залежи на въглища (кафяви и лигнитни), руди (мед, олово, желязо), мрамор, минерали опал и други, внася нефт и природен газ.
Най-добре развити са химическата промишленост, металургията, машиностроенето, текстилната промишленост (един от традиционалните отрасли на страната), хранително-вкусовата промишленост. Големите индустриални центрове са Братислава и Кошице.
Отглеждат се зърнени, бобови, зеленчукови и овощни култури (ябълки, круши, кайсии, орехи, лозя) и др. Развъждат се овце, едър рогат добитък, свине и коне.
Голяма част от необходимата електроенергия се добива във ВЕЦ, но в страната работят и атомни мощности. Проектът за изграждане на ВЕЦ „Габчиково“ (на 40 км от Братислава), която ще ползва водите на река Дунав, предизвиква остри протести от редица природозащитни организации.
Годишно Словакия се посещава от около 1,4 млн. туристи.
През февруари 2012 г. безработицата в Словакия е 14%. 